# KUKA
KUKA — німецький виробник промислових роботів і систем автоматизації виробництва. З 2016 року він переважно належить китайській компанії Midea Group.
Корпорація KUKA Robotics Corporation має 25 дочірніх компаній, переважно торговельних і сервісних, у США, Австралії, Канаді, Мексиці, Бразилії, Китаї, Японії, Південній Кореї, Тайвані, Індії, Росії та європейських країнах. Назва компанії KUKA є абревіатурою Keller und Knappich Augsburg.
KUKA Systems GmbH, підрозділ KUKA, є постачальником інженерних послуг і автоматизованих виробничих систем, налічуючи близько 3900 співробітників у дванадцяти країнах по всьому світу. Заводи/обладнання KUKA Systems використовуються такими виробниками автомобілів, як BMW, GM, Chrysler, Ford, Volvo, Volkswagen, Daimler AG, Valmet Automotive, включаючи виробників з інших промислових секторів, таких як Airbus, Astrium, Siemens. Асортимент включає продукти та послуги для автоматизації завдань у промисловій обробці металевих і неметалевих матеріалів для різних галузей промисловості, включаючи автомобільну, енергетичну, аерокосмічну, залізничні транспортні засоби та сільськогосподарське машинобудування.

## Історія

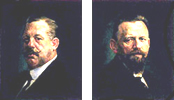
Компанію заснували в 1898 році Йоганн Йозеф Келлер і Якоб Кнаппіх.

Компанію було засновано в 1898 році в Аугсбурзі, Німеччина, Йоганном Йозефом Келлером і Якобом Кнаппіхом. Ацетиленовий завод в Аугсбурзі був заснований в 1898 році Йоганном Йозефом Келлером і Якобом Кнаппіхом для виробництва недорогого домашнього та міського освітлення, побутової техніки та автомобільних фар. У 1905 році виробництво було розширено до інноваційного автономного зварювального обладнання. Після Першої світової війни Keller і Knappich відновили виробництво запобіжних, ручних і силових лебідок і почали виробництво великих контейнерів. У результаті в 1922 році було створено Bayerische Kesselwagen GmbH. Нова компанія відповідала за розробку та виробництво надбудов для комунальних транспортних засобів (машини для прибирання вулиць, асенізаційні машини, сміттєвози). У 1927 році цей бізнес-підрозділ представив перший великий сміттєвоз. Назва KUKA виникла в тому ж році через назву компанії на той час «Keller und Knappich Augsburg».

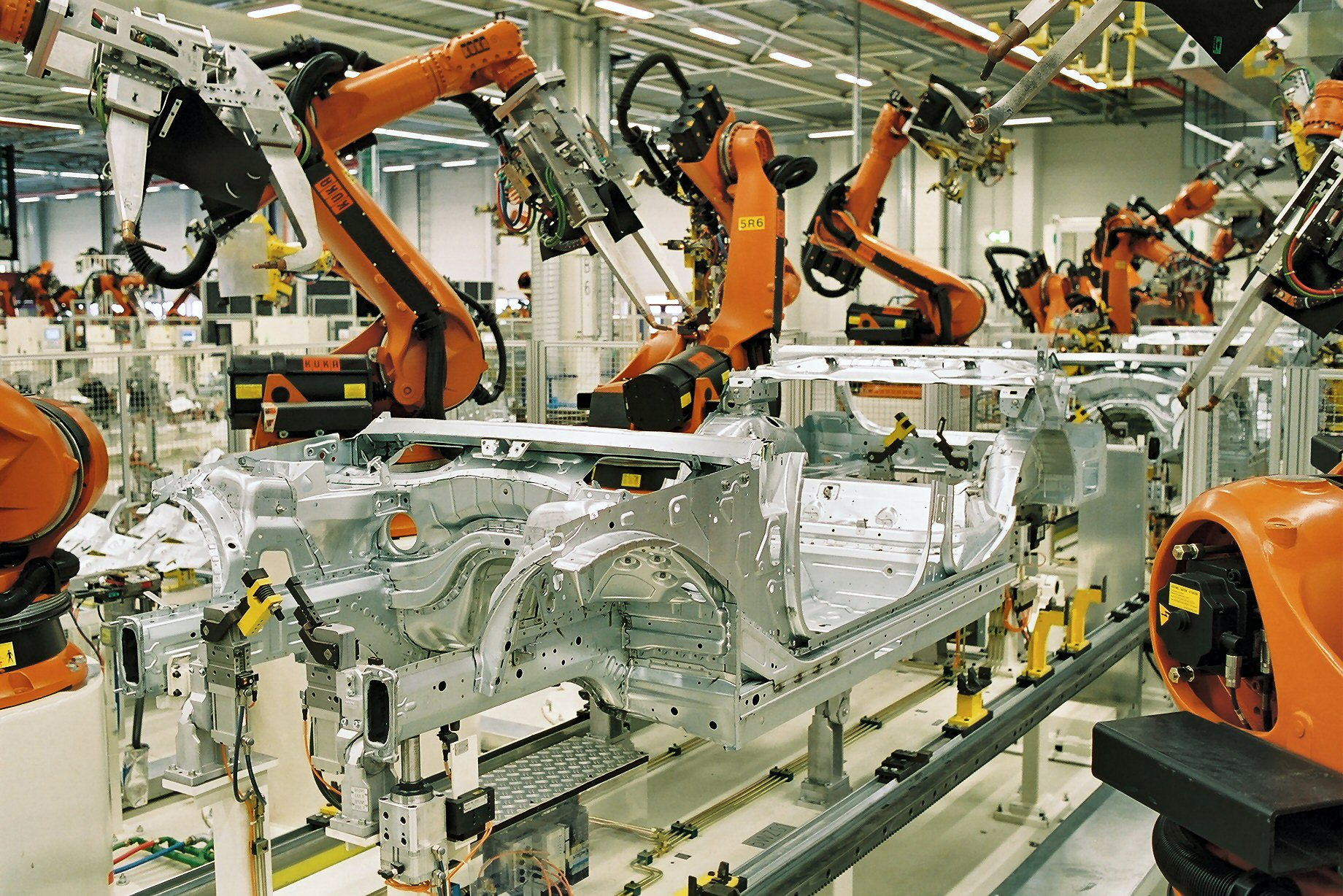
Точкове зварювання автомобільних кузовів на заводі BMW.

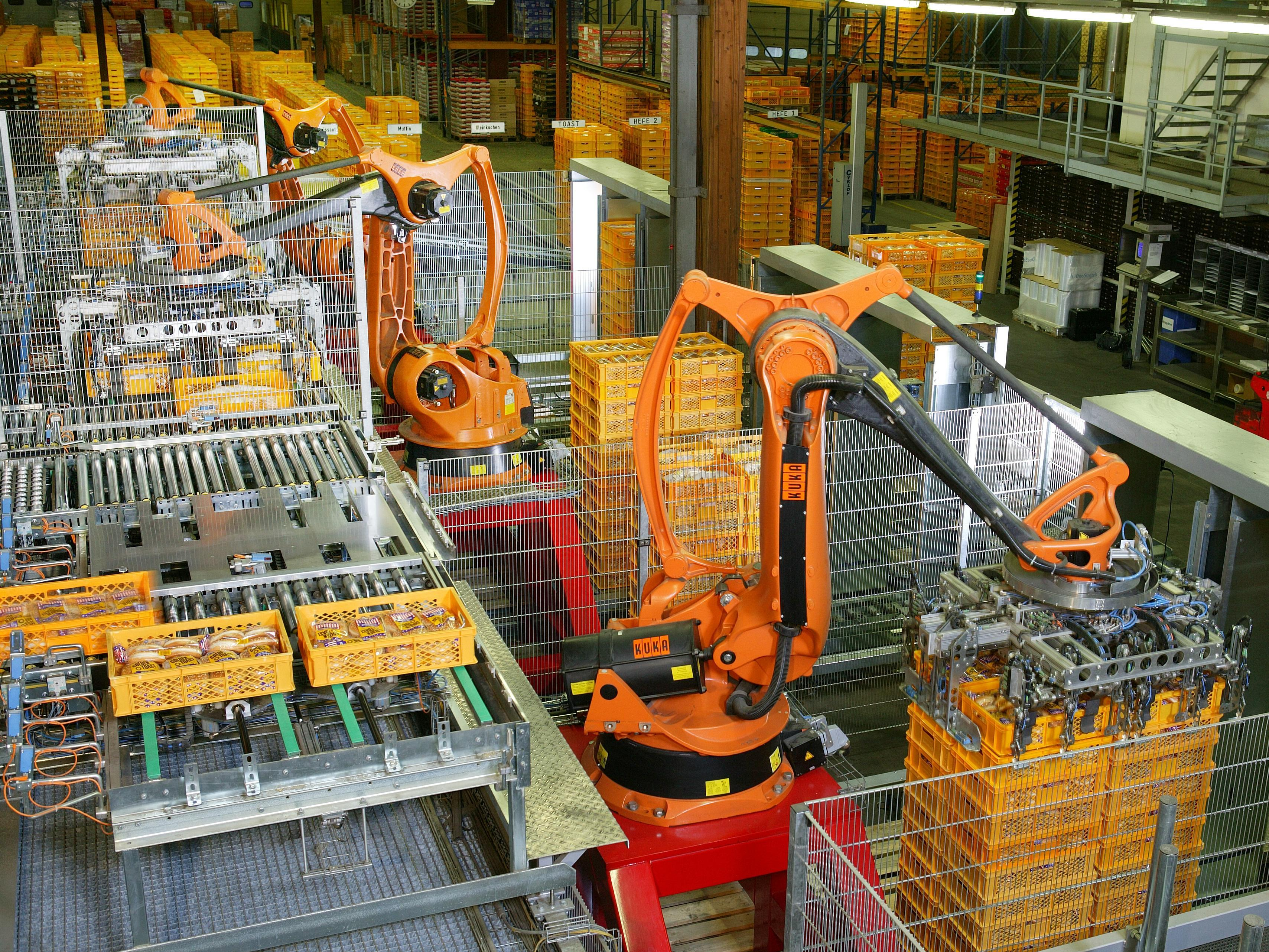
Палетування їжі в пекарні.

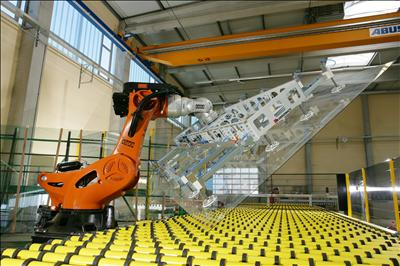
Потужний робот із пласким склом із корисним навантаженням 1000 кг.

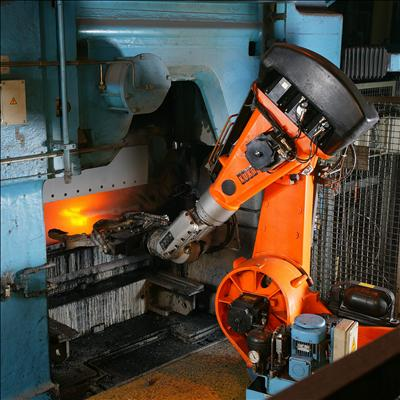
Автоматизація ливарного виробництва з термостійким роботом.

Keller & Knappich GmbH об’єдналася з частиною Industrie-Werke Karlsruhe AG, щоб перетворитися на Industrie-Werke Karlsruhe Augsburg Aktiengesellschaft, зрештою KUKA (Keller und Knappich Augsburg).
Розробка та виробництво обладнання для точкового зварювання почалося в 1936 році. Через три роки в KUKA вже було понад 1000 співробітників. Після значного знищення компанії під час Другої світової війни в 1945 році KUKA знову почала виробництво зварювальних апаратів та інших малих приладів. Завдяки новим продуктам, таким як двоциліндрова круглов’язальна машина та портативна друкарська машинка «Princess», KUKA відкрила нові сфери промисловості та здобула незалежність від сектора постачання.
У 1956 році KUKA виготовила першу автоматичну зварювальну систему для холодильників і пральних машин і поставила першу багатоточкову зварювальну лінію для Volkswagen AG. Десять років потому перший апарат для зварювання тертям був запущений у виробництво.
У 1967 році на KUKA вперше був застосований метод дугового зварювання. У 1971 році відбулася поставка першої роботизованої зварювальної системи для S-класу. Через рік на ринок вийшов апарат для магнітного дугового зварювання.
У 1973 році KUKA створила власного промислового робота FAMULUS. На той момент компанія належала групі Quandt.
У 1978 році, починаючи з IR 601/60, виробництво роботів перейшло в масове виробництво
У 1980 році сім'я Квандт пішла, і була заснована державна фірма. У 1981 році основна діяльність KUKA була згрупована в три незалежні компанії: KUKA Schweissanlagen und Roboter GmbH, KUKA Umwelttechnik GmbH і KUKA Wehrtechnik GmbH, яка була перепродана Rheinmetall у 1999 році. Ближче до кінця 1982 року LSW Maschinenfabrik GmbH , Бремен став дочірньою компанією KUKA.
У 1993 році були виготовлені перші системи лазерного зварювання дахових швів. У наступному році ці зварювальні системи були розширені до технологій склеювання та герметизації. Приблизно в той же час KUKA придбала виробника інструментів і обладнання Schwarzenberg GmbH і в наступні роки розширила свій бізнес до Китаю та США.
У 1995 році компанію було розділено на KUKA Robotics Corporation і KUKA Schweißanlagen (нині KUKA Systems), тепер обидві дочірні компанії KUKA AG. Компанія є членом Асоціації робототехніки (RIA), Міжнародної федерації робототехніки (IFR) та німецької інженерної асоціації VDMA. У 1996 році KUKA Schweissanlagen GmbH стала незалежною компанією, а через два роки – лідером серед європейських виробників зварювального обладнання. Постачання перших пресових інструментів для бічних стінок автомобіля з високоміцної сталі розпочалося в 2002 році. У 2003 році компанія випустила KUKA RoboScan з дистанційною лазерною зварювальною головкою. З 2006 року KUKA Systems керує власним заводом з виробництва кузовів у Толідо, Огайо, і виробляє кузов для Jeep Wrangler від Chrysler.
У ході інтернаціоналізації та розширення бізнес-підрозділів і технологій, таких як зміна форми, інструментів, склеювання, герметизація тощо, KUKA Schweissanlagen GmbH стала KUKA Systems GmbH у 2007 році. У 2010 році KUKA представила нещодавно розроблену стандартизовану концепцію камери для зварювальних машин, KUKA flexibleCUBE.
У секторі автоматизації KUKA Systems пропонує стандартні та індивідуальні продукти для автоматизації промислового виробництва; Технології з'єднання та обробка компонентів входять до їхньої діяльності. Технології тестуються, а виробничі процеси повністю оптимізовані перед розробкою. Крім того, KUKA Systems пропонує інженерні та індивідуальні консультації.
У червні 2016 року Midea Group запропонувала купити Kuka приблизно за 4,5 мільярда євро (5 мільярдів доларів). Midea завершила пропозицію про поглинання в січні 2017 року, отримавши 74,55% голосуючих акцій компанії.
Наприкінці 2017 року Kuka оголосила про звільнення 250 співробітників KUKA Systems. Причиною керівництво назвало проблеми з проектами.
Більшість роботів мають оздоблення «KUKA Orange» (офіційний корпоративний колір) або чорний.

## Сфери застосування

### Аерокосмічна
KUKA Systems поставила зварену TIG методом камеру для розгінного ступеня ракети-носія Ariane 5. Зварювання TIG розшифровується як зварювання в інертному газі вольфраму, є особливою формою дугового зварювання та є одним із основних видів діяльності KUKA Systems. Компанія також постачає апарати, пристосування для конструювання елементів конструкцій літаків.
Boeing, SpaceX, Bell і Airbus є серед відповідних клієнтів KUKA Systems.

### Автомобільна
Портфоліо KUKA Systems включає в себе широкий спектр засобів автоматизації виробництва з’єднання та складання кузовних конструкцій транспортних засобів: від маломасштабних автоматизованих виробництв до високогнучких виробничих систем; від виробництва окремого обладнання або вузлів до складання повних конструкцій кузова та механічних частин. Також в наявності є обладнання для монтажу дисків і систем кріплення кузовів і шасі автомобіля (так званий «шлюб») або установки компонентів.
BMW, GM, Chrysler, Ford, Volvo, Hyundai, Volkswagen і Daimler AG є серед клієнтів у цьому секторі бізнесу.

### Залізнична
Виробники залізничних транспортних засобів також є серед клієнтів KUKA Systems, наприклад, для будівництва локомотивів, вагонів метро або встановлення інноваційних та високоавтоматизованих виробничих ліній для вантажних вагонів.

### Виробництво фотоелектричних модулів
KUKA Systems пропонує рішення для кожного етапу виробництва фотоелектричних модулів - від розпилювання цегли до обробки елементів і перехресного паяння до каркасу та пакування модулів.

### Технології зварювання
KUKA Systems також представлена в інших галузях промисловості. Кілька прикладів із багатьох – це виробництво дитячих колясок або виробництво побутової техніки для BSH (Bosch und Siemens Hausgeräte GmbH).